# ثريا الحافظ
ثريا الحافظ هي كاتبة ولدت في دمشق عام 1911، وتيتّمت وهي في الخامسة من عمرها، إثرّ إعدام الأتراك والدها الشهيد الأمير أمين لطفي الحافظ توفي مع مجموعة الأحرار العرب في 6 أيار 1916. نشأت ثريا يتيمة في كنف أمها ورعاية عمها الأمير مصطفى الشهابي، وورثت مقارعة المُستَعمر باكراً وهي لا تزال طالبة في “دار المعلمات”، إذ شاركت في أوّل مظاهرة نسائيّة خرجت تندّد بالانتداب الفرنسي عام 1928. فيما بعد شاركت في العمل العسكري، فحملت السلاح وأسعفت المصابين ومرّضت الجرحى وأغاثت الثكالى ورعت أطفال الشهداء. كما شاركت عام 1929 في أوّل مظاهرة نسائيّة سورية، خرجت لتشجّيع الناخبين على اختيار ممثليهم من قائمة “الكتلة الوطنيّة” المؤلّفة من فوزي الغزي وفارس الخوري وسعد الله الجابري وهاشم الأتاسي.
بعد تخرّجها من “دار المعلمات” عام 1928، عملت ثريا مدرّسة للأدب العربي، ثم مديرة في مدارس دمشق، وتزوّجت من الصحفي والكاتب منير الريس رئيس تحرير جريدة “بردى” التي صدرت أواخر الأربعينيات واستمرّت حتى مطلع الستينيات. وقد كان لعملها في مجال التعليم ودعم زوجها “الريس لها الدور البارز في تحديد أطر نضالاتها؛ إذ ومن خلال عملها عايشت ثريا الحافظ معاناة وضعف وعجز المرأة في المجتمع الذكوري المتخلّف، وتلمّست أوجاعها، فسكنها هاجس ضرورة تغيير هذا الواقع، عبر النهوض بمستوى المرأة والرجل معاً، وبالتالي النهوض بالمجتمع ككل. فعمدت طيلة حياتها وبكل ما أوتيت من قوة، إلى صياغة واقع جديد للمرأة، سواء عبر الأحاديث الإذاعيّة والمقالات الصحفيّة والمحاضرات الأدبيّة في الأندية الثقافيّة، أو عبر العمل في الجمعيات الخيريّة والثقافيّة والنهضويّة التي أسّستها، أو ساهمت في تأسّيسها.
تُعدُّ جمعيّة “خريجات دار المعلمات”، التي أسّستها ثريا الحافظ عام 1929 من أوئل الجمعيات النسائيّة الشعبية السورية المعنية بتوعية المرأة السورية بقدراتها، وتعريفها بإمكاناتها والأخذ بيدها لتقوم بدورها في الحياة والمجتمع، إذ لم يسبق أن عرفت سوريا في تلك الحقبة إلاّ جمعية أسّسها الفرنسيون في سوريا، وأخرى للطبقة الحاكمة المرتبطة بالاستعمار الفرنسي، فيما ضمّت جمعية “خريجات دار المعلمات” ألمع الوجوه النسائيّة السورية لتلك المرحلة.
```
وزاوجت الحافظ بين نضالاتها الوطنيّة وبين نشاطاتها الاجتماعيّة لخدمة المرأة وتطوير قدراتها والتعريف بحقوقها، فأسهمت عام 1943 بتأسيس “جامعة نساء العرب القوميات” للمطالبة بحق المرأة في المساهمة بالحياة السياسيّة.
```

وبهدف الاهتمام ببنات الشهداء وتقديم الرعاية والتعليم والتوجيه لهنّ، ومساعدتهنّ على الاعتماد على أنفسهن، وتمكينهنّ من القيام بدور منتج في المجتمع، أسّست الحافظ عام 1945 جمعية “دار كفالة الفتاة” التي ابتدأت أعمالها برعاية عشرين فتاة، واستمرّت حتى عام 1965، وقد بلغ عدد طالباتها عند إغلاقها 400 طالبة. كما أسهمت عام 1956، بتأسيس جمعية “رعاية الجندي السوري عند الحدود” وجمعيات أخرى مثل “جمعية نقطة الحليب” و”جمعية الفنون”.
```
لم تهمل الحافظ تلك النسوة اللواتي فاتهنّ قطار التعلم، وكنّ يشكلن الغالبية العظمى من مجموع السكان، فعمدت منذ 1918 إلى تعليم الأميات مبادئ القراءة والكتابة، كخطوة أولى في محاربة الجهل ونشر العلم والمعرفة، وبذلك عُدّت ثريا الحافظ من أوائل العاملات في محو الأميّة.
```

أقامت السيدة الحافظ عام 1946 بالتعاون مع السيدة زهراء العابد زوجة رئيس الجمهورية السورية آنذاك، صالونها الأدبي “حلقة الزهراء الأدبية” الذي ضمّ العديد من الشخصيات الأدبيّة والسياسيّة. حتى كان يوم 26/12/1953 حيث أُشهر “صالون سكينة الأدبي”، بعد مضي عام على افتتاحه، والذي اعتبرته الراحلة من أهم انجازاتها في خدمة الثقافة والأدب. لعب “صالون سكينة الأدبي” دوراً مُتميّزاً في الحياة الثقافيّة والأدبيّة والسياسيّة من خلال شخصياته المعروفة بمواقفها وتأثيرها في المجتمع، أمثال: خليل مردم بك والأمير مصطفى الشهابي وفخري البارودي وفؤاد الشايب وعبد السلام العجيلي وعزيزة هارون وألفة إدلبي وسامي الدهان وإبراهيم كيلاني وغيرهم كثر.
أوقف المنتدى عام 1963، فانتقلت السيدة الحافظ والمنتدى معها إلى مصر لتتابع نشاطها من هناك حتى عام 1970 حيث توقف المنتدى نهائياً.
```
تميّزت السيدة الحافظ ليس بالجرأة في طرح أفكارها فحسب، بل أيضاً، في الدفاع عنها. ففي معرض إيمانها بحق المرأة في المساهمة بالحياة السياسيّة، وحين منحت المرأة في سوريا حق الترشيح والانتخاب عام 1953 كانت ثريا الحافظ أوّل سيدة ترشّح نفسها لشغل مقعد نيابي، وهي تُدرك أنّ المجتمع السوري غير جاهز لإنجاح هذه الخطوة، لكنها لم تلبث أن نالت ثقة الناخبين إبّان الوحدة بين مصر وسوريا، إذ دخلت المجلس النيابي بعد حصولها على الترتيب الثاني في عدد الأصوات في منطقتها، وكانت عضواً في “الاتحاد القومي” الذي استمدّت منه أفكارها القوميّة.
```

توفّيت ثريا الحافظ في الثاني من شهر حزيران عام 2000، ودفنت في دمشق. مخلّفة وراءها إرثاً غنيّاً للمرأة العربيّة بشكل عام، وللسورية بشكل خاص. بالإضافة إلى كتابين: “حدث ذات يوم” وهو مجموعة قصصيّة إصدار دمشق عام 1961. تتضمّن قصصاً ومواقف نضاليّة عاشتها الراحلة نفسها. وكتاب “الحافظيّات” الذي صدر عام 1979، ويتضمّن سلسلة مقالات كتبتها حول أنشطتها ومواقفها وحوارات صالونها، وبعض المواقف الطريفة التي تعرّض لها مرتادوا الصالون

## نشأتها
نشأت ثريا يتيمة في كنف أمها ورعاية عمها الأمير مصطفى الشهابي، وورثت مقارعة المُستَعمر باكراً وهي لا تزال طالبة في دار المعلمات، إذ شاركت في أوّل مظاهرة نسائيّة خرجت تندّد بالانتداب الفرنسي عام 1928. فيما بعد شاركت في العمل العسكري، فحملت السلاح وأسعفت المصابين ومرّضت الجرحى وأغاثت الثكالى ورعت أطفال الشهداء. كما شاركت عام 1929 في أوّل مظاهرة نسائيّة سورية، خرجت لتشجّيع الناخبين على اختيار ممثليهم من قائمة “الكتلة الوطنيّة” المؤلّفة من فوزي الغزي وفارس الخوري وسعد الله الجابري وهاشم الأتاسي.

## أعمالها

### النشاط الاجتماعي والنسوي
على صعيد آخر كانت رائدة في الدعوة إلى حق المرأة في التعبير عن رأيها وذاتها، إذ قامت على رأس مئة سيدة، برفع النقاب عن وجوههن في مظاهرة تحررية قمن بها في شوارع دمشق، وقد تطوع بعض الشباب الجامعيين لحمايتهن والدفاع عن خطوتهن التحررية تلك، تلك الخطوة التي شقت الطريق للنساء كلهن ليمارسن أبسط حقوقهن وحرياتهن: “كنت عرضة لعداوة الطبقة الرجعية المتلبسة بلباس الدين باعتباري أول امرأة عربية سورية خرجت سافرة مع مئة سيدة سرن في مظاهرة ضد الرجعيين الذين كانوا يهاجمون النساء ويرمونهن بالبيض الفاسد والبندورة العفنة، أو بماء الفضة لا لسبب، بل لأنهن يرتدن داراً للسينما خاصة بالنساء، أو لأنهن يقصصن شعورهن، ويقصرنها، فيزعم الرجعيون أنهن يتشبّهن بالرجال.
تكشف السيدة ثريا الحافظ، في هذا المقطع من كتابها «الحافظيات»، عن جانب مهمّ ومؤثر في حياتها الاجتماعية والسياسية التي عاشتها بزخم عاطفي وإنساني كبير، كان ميزانه الأول القضية الوطنية ببعديها السياسي والاجتماعي، وتحتل المرأة جانباً هاماً من مسيرة النضال هذه.
ناضلت من أجل حق المرأة في الانتخاب، وكانت أول امرأة ترشح نفسها عام 1953 للانتخابات النيابية، وهو العام الذي مُنحت فيه المرأة السورية حق الانتخاب والترشيح. حيث قامت بذلك لتؤكد أحقية المرأة في ممارسة دورها السياسي. ولكن لم تتمكن من النجاح بسبب الظروف الاجتماعية التي لم ترق آنذاك إلى مستوى الثقة بقدرة المرأة وامكانياتها.
من خلال معاناتها، ومعاناة المرأة داخل المجتمع الذكوري، رأت ثريا الحافظ أنه من الضروري العمل على توعية المرأة، ودعم الواقع الثقافي في داخل المجتمع بغية النهوض بمستوى المرأة والرجل معاً، وتالياً المجتمع. فقادت حركة التوعية من أجل تحرر المرأة سواء من خلال الأحاديث الإذاعية والمحاضرات والأندية والجمعيات التي شاركت في تأسيسها ومنها: يقظة المرأة الشامية، خريجات دور المعلمات، دوحة الأدب، جامعة نساء العرب القوميات، الرابطة الثقافية النسائية، منتدى سكينة الأدبي، النادي الأدبي النسائي. والتي ضمت العديد من الوجوه النسائية البارزة في تلك المرحلة، بغية تعريف المرأة بقدراتها والأخذ بيدها للقيام بدورها في الحياة والمجتمع.
ومن ثم تابعت هذه المرأة المناضلة نشاطها من خلال المساهمة بتأسيس جمعية أخرى هي جمعية «دار كفالة الفتاة» من أجل مساعدة بنات شهداء العدوان الفرنسي على المجلس النيابي السوري وقد استمرت هذه الجمعية حتى عام 1965 كما جاء في «الكاتبات السوريات» لمروان المصري ومحمد علي الوعلاني، وبلغ عدد طالبات الجمعية بحدود 400.
افتتحت عام 1946 صالونها الأدبي «حلقة الزهراء الأدبية» وكان مقره منزل زهراء العابد زوجة رئيس الجمهورية آنذاك.
ثم بعد ذلك أسست «منتدى سكينة الأدبي» عام 1953 وكانت غاية المنتدى رفع مستوى الآداب والفنون وتنمية الثقافة والذوق الأدبيين وتشجيع الأدباء وجمع وطبع نتاجهم، ونقل المهم من نتاج الغرب إلى اللغة العربية، ومن النتاج العربي إلى اللغات الأجنبية. ويعدّ من أهم الأعمال التي قامت بها الأديبة الراحلة ثريا الحافظ خدمة للثقافة والأدب في بلادنا. واستمر نشاط المنتدى منذ تأسيسه حتى عام 1963 حيث أوقف، فانتقلت ثريا الحافظ والمنتدى إلى مصر متابعة نشاطها حتى عام 1970 ومن ثم توقف تماماً.. وبعد ذلك قضت جانباً من حياتها بين دمشق والعديد من مدن العالم.

## الكتابة والأدب
تركت ثريا الحافظ كتابين «حدث ذات يوم» وهو مجموعة قصصية لقصص مأخوذة من حياتها، أو تعبّر عن مواقفها النضالية الوطنية، كامرأة لها دورها في الحياة السياسية ومقاومة المستعمر كما في قصة “مؤامرة على فأرة” أو قصة “فليسقط واحد من فوق.” وفي قصة “أمنية الأستاذ علي” نقف على أسباب تأسيس جمعية خريجات دار المعلمات التي تأسست عام 1928 يوم لم يكن من الجمعيات النسائية في دمشق سوى جمعيتين فقط. الأولى من قبل الفرنسيين، والثانية من قبل نساء الوزراء والحكام من السوريين.
والكتاب الثاني هو «الحافظيات» وفيه تتحدث عن الأحداث الهامة في حياتها، وقد أهدته إلى المجاهدات في سبيل تحرير فلسطين. ويتضمن سلسلة مقالات ترصد مسيرة حياة الكاتبة نفسها من خلال عدد من المواقف بدءاً من مرحلة الانفصال وردود فعلها على ذلك، والأنشطة التي كانت تقوم بها، وحديث طويل وممتع عن صالونها الأدبي من خلال تناولها لعدد من الشخصيات التي شاركت في محاضرات وندوات الصالون وتسجيل بعض المواقف الطريفة التي كانت تقع خلال هذه الندوات.

## وفاتها
رحلت ثريا الحافظ عام 2000 بعد أن خاضت معركتها مع بنات وأبناء جيلها، تاركةً لنا إرثاً كبيراً علّه يضيء لنا الدرب في مواصلة ما بدأته.